# Yakubu Gowon

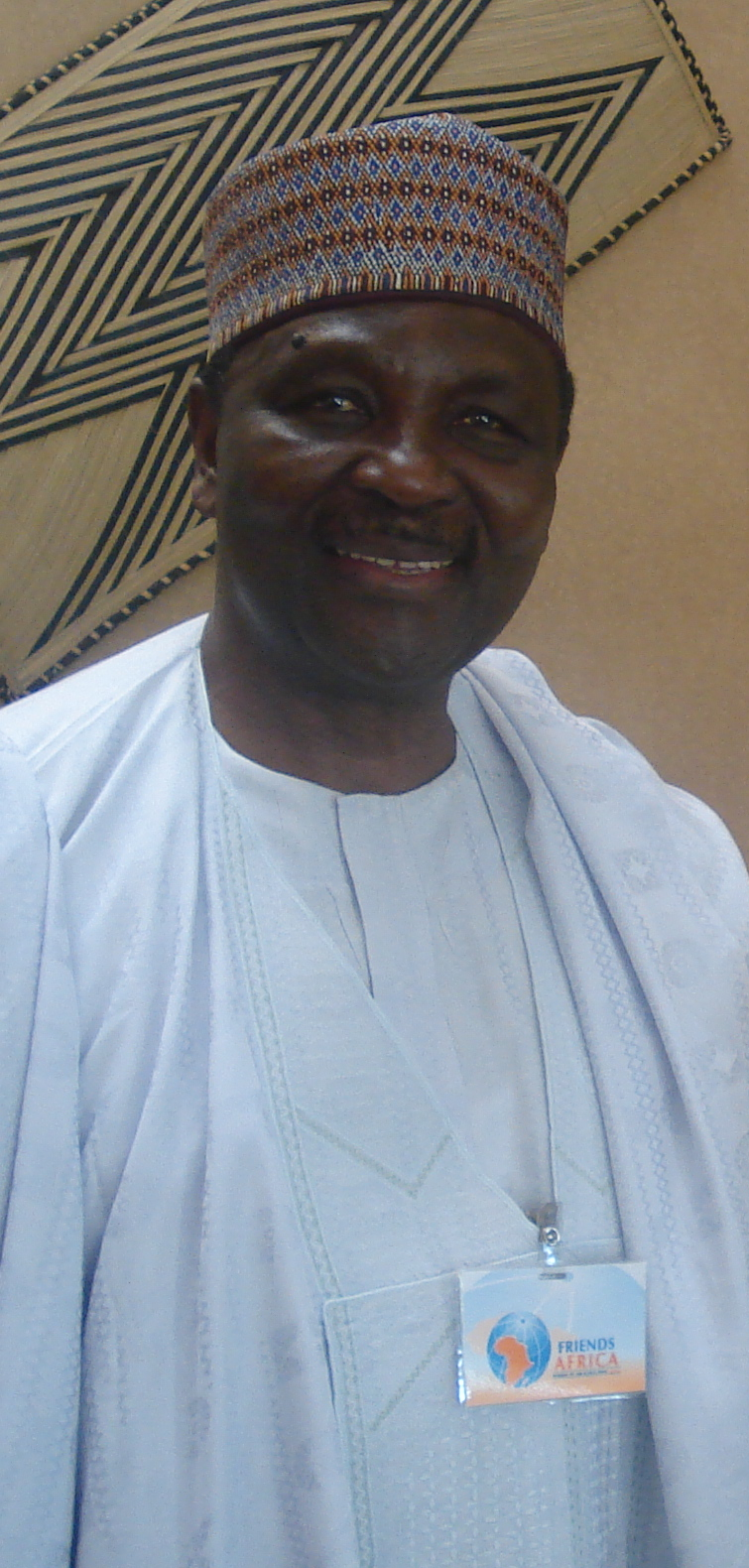
Yakubu Gowon (2007)

Yakubu Dan-Yumma Gowon (Aussprache Ngowong), auch Jack genannt, (* 19. Oktober 1934 in Lur) war von 1966 bis 1975 Staatspräsident von Nigeria. Von 1967 bis 1970 führte er den Biafra-Krieg gegen die Republik Biafra, die sich von Nigeria abgespalten hatte.

## Soldat
Gowon ist Sohn eines christlichen Missionars und stammt aus dem Bundesstaat Plateau im Middle Belt des Landes. Seine Eltern zogen kurz nach Yakubus Geburt in die Nähe von Zaria, im Bundesstaat Kaduna. Er trat 1954 in die Armee ein und wurde am 19. Oktober 1955 Unterleutnant. Seine Ausbildung erhielt er in der Goldküste (Ghana) und Großbritannien, zeitweise auch in Sandhurst. 1961 nahm er an der Operation der Vereinten Nationen in Kongo teil. Nach einer Ausbildung am Staff College in Camberley wurde er ein zweites Mal in den Kongo versetzt. Bis 1966 stieg er zum Oberstleutnant auf und war Kommandeur eines Bataillons. Bis zu dieser Zeit war er politisch nicht in Erscheinung getreten.
Bei einem blutigen Militärputsch gegen die zivile Regierung von Präsident Nnamdi Azikiwe im Januar 1966 wurden viele führende Persönlichkeiten des Nordens und des Westens des Landes getötet, so auch der Premierminister Abubakar Tafawa Balewa. Die Putschisten wiederum gehörten überwiegend den Igbo an, so auch der neue Präsident Johnson Aguiyi-Ironsi. Gowon wurde Stabschef des Heeres.

## Präsident
Gowon war am Putsch vom 29. Juli 1966, bei dem Ironsi gestürzt und ermordet wurde, selbst nicht beteiligt. Die neuen Machthaber unter Führung von Murtala Mohammed entschieden sich schließlich für ihn als neuen Präsidenten. Er verwarf die Pläne Ironsis, Nigeria von einem föderalistischen in einen zentralistischen Staat umzuwandeln.

### Konflikt mit Ojukwu
Pogrome gegen Igbo in vielen Regionen Nigerias führten zu Spannungen mit den überwiegend von Igbo bewohnten Ostregion unter dem Militärgouverneur Chukwuemeka Odumegwu Ojukwu. Gowon traf sich mit ihm am 4. und 5. Januar 1967 in Aburi in Ghana, wobei beide Seiten eine Einigung erzielen konnten. Als Ojukwu die Erdöleinnahmen seiner Region der Zentralregierung in Lagos entzog, verkündete Gowon am 5. Mai 1967, das Land statt wie bisher in drei Regionen in zwölf Bundesstaaten zu unterteilen, wobei dem Staat mit überwiegender Igbo-Bevölkerung weder die Ölvorkommen noch ein Zugang zum Meer verblieben wäre.

### Biafra-Krieg
Ojukwu reagierte am 30. Mai 1967 mit der Unabhängigkeitserklärung der Republik Biafra. Für die nächsten 30 Monate war die Eroberung der abtrünnigen Ostregion Gowons vorrangige Aufgabe. Dabei konnte er auf die materielle Hilfe Großbritanniens und der Sowjetunion bauen. Der Krieg, der etwa 100.000 Soldaten und mindestens einer Million Zivilisten das Leben kostete, endete am 12. Januar 1970, als Oberst Olusegun Obasanjo die Kapitulation der Streitkräfte Biafras annahm.
Gowon entschied sich mit dem Kriegsende für eine Politik der Versöhnung unter dem Motto no victor, no vanquished (Kein Sieger, keine Besiegten) und verkündete eine Amnestie für die meisten an der Sezession beteiligten Personen. Sein Nachkriegsprogramm stand unter dem Motto Reconciliation, Reconstruction, and Rehabilitation („Versöhnung, Wiederaufbau und Rehabilitierung“).

### Sturz
Mit Hilfe steigender Öleinnahmen konnte Gowon umfangreiche Infrastruktur- und Sozialprogramme in die Wege leiten. Das 1972 von ihm beschlossene Verbot ausländischer Mehrheitsbeteiligungen in vielen Bereichen der nigerianischen Wirtschaft sollte dem Land später sehr schaden, da es einigen wenigen Nigerianern mit guten Kontakten erlaubte, große Profite zu erzielen.
Am 1. Oktober 1974 erklärte Gowon entgegen bisherigen Versprechen, dass eine Rückkehr zu einer Zivilregierung 1976 nicht möglich sei, und verschob dies auf unbestimmte Zeit. Ein wichtiges Ereignis am Ende seiner Präsidentschaft war am 28. Mai 1975 die Unterzeichnung des Vertrages von Lagos zur Gründung der Wirtschaftsgemeinschaft ECOWAS. Unter Führung von Murtala Mohammed wurde er am 29. Juli 1975 abgesetzt, als er gerade am Gipfel der Organisation für Afrikanische Einheit in Kampala teilnahm.

## Exil und Rückkehr
Gowon ging nach seinem Sturz nach England ins Exil. Er studierte an der Universität von Warwick Politikwissenschaft und machte seinen Doctor of Philosophy. Nach der Ermordung seines Nachfolgers am 13. Februar 1976 wurde er mit den Ereignissen in Verbindung gebracht; die Vorwürfe wurden aber 1981 von Präsident Shehu Shagari fallen gelassen und er konnte zurückkehren. Eine Zeit lang gehörte er dem nigerianischen Senat an.
Seit einigen Jahren widmet er sich sozialen Themen wie der Verbesserung der Wasserversorgung in Elendsquartieren und der Bekämpfung des Guineawurms, letzteres gemeinsam mit der Stiftung des ehemaligen amerikanischen Präsidenten Jimmy Carter. Er meldet sich weiterhin bei politischen Fragen zu Wort und nimmt an internationalen Konferenzen zu Bildungs- und Sozialfragen teil. Am 20. Juli 2005 wurde er Vorsitzender des nigerianischen Bewerbungskomitees für die Commonwealth Games 2014.

## Zitate
“The trouble with military rule is that every colonel or general is soon full of ambition. The navy takes over today and the army tomorrow.”

„Das Problem mit Militärregierungen ist, dass jeder Oberst oder General sehr schnell vom Ehrgeiz gepackt wird. Heute übernimmt die Marine die Macht und morgen das Heer.“

## Trivia
Die deutsche Botschaft in Abuja befand sich am Yakubu Gowon Crescent.